# Муссио, Барбара
Барбара Муссио (итал. Barbara Mussio, род. 4 июля 1968 года, Турин, область Пьемонт, Италия) — итальянская шорт-трекистка и конькобежка. Участвовала в Зимних Олимпийских играх 1988 года. Бронзовый призёр чемпионата мира 1987 года в эстафете в шорт-треке.

## Спортивная карьера
Барбара Муссио начинала с конькобежного спорта и впервые участвовала в 1981 году на международном турнире по спринту в итальянском Коллальбо среди девушек младшего возраста, где выиграла 500 и 1000 метров и в общем зачёте стала первой. В 1983 году приняла участие на чемпионате Италии в классическом многоборье среди юниоров и заняла по сумме всех дистанции 5-е место. Параллельно выступала и на Кубке Европы по шорт-треку в английском Питерборо и в многоборье стала 5-й. На следующий год в Брюгге на Кубке Европы Барбара выиграла 3-е место в общем зачёте. В том же 1984 году заняла 24-е место в многоборье на чемпионате мира в Питерборо, а в 1985 в эстафете заняла 6-е место на чемпионате мира в Амстердаме.
В 18 лет она выиграла бронзовую медаль на чемпионате мира в Монреале в эстафете с Кристиной Шиоллой, Марией Розой Кандидо и Габриэллой Монтедуро. Тогда же на национальном чемпионате по конькобежному спорту в классическом многоборье среди юниоров заняла 3-е место.
На Олимпийских играх в Калгари, где шорт трек был демонстрационным видом спорта, Барбара Муссио участвовала на всех дистанциях, но лучшее 11 место заняла на дистанции 500 метров и 12-е на 1000 м, а вот в эстафете Италия оказалась выше и Канады и Японии и заняла 1-е место в том же составе, что и на ЧМ 1987 года. В том же году она завершила карьеру конькобежца.